# Meurtres du NSU
Les meurtres du NSU, (Nationalsozialistischer Untergrund, en allemand nazisme clandestin) également appelés meurtres au Česká, sont une série d'assassinats d'inspiration raciste et völkisch, commis sur des Allemands issus de l'immigration, dans plusieurs grandes villes allemandes entre 2000 et 2006. Les victimes sont neuf petits commerçants, dont huit d'origine turque et un originaire de Grèce. Ils ont tous été exécutés sur leur lieu de travail.  Le premier meurtre a eu lieu le 9 septembre 2000, le dernier le 6 avril 2006. En novembre 2011, ces meurtres sont attribués à la cellule terroriste d'extrême droite Nationalsozialistischer Untergrund (NSU). Trois membres présumés du NSU sont accusés, dont les néonazis Uwe Mundlos et Uwe Böhnhardt, qui se sont vraisemblablement suicidés le 4 novembre 2011, et leur complice Beate Zschäpe, qui s'est rendue à la police le 8 novembre 2011. Quatre hommes accusés de complicité d'homicide et de soutien à une organisation terroriste sont également jugés depuis le 6 mai 2013 au procès du Nationalsozialischer Untergrund à Munich.
L'arme utilisée a toujours été un pistolet de type Česká CZ 83, de calibre 7,65 mm Browning, retrouvé dans l'appartement des suspects à Zwickau. 
Cette série de meurtres a d'abord été présentée dans les médias allemands à partir de 2006 comme les Döner-Morde (meurtres du Kebab) ou Mordserie Bosporus (meurtres du Bosphore), mais on a reproché à ces deux appellations de recourir à des euphémismes et des stéréotypes racistes. 
Le NSU doit également comparaître pour deux attentats commis à Cologne en 2001 et juin 2004, ainsi que pour le meurtre de la fonctionnaire de police Michèle Kiesewetter en avril 2007.

## Circonstances des faits
Les victimes sont exclusivement des hommes, gérants ou employés de magasins, tués sur leur lieu de travail. Tous sont issus de l'immigration : six sont des citoyens turcs, deux Allemands d'origine turque et un Grec. Cinq des huit victimes venant de la Turquie sont d'origine kurde. Lors de chaque meurtre, le même pistolet tchèque du type Česká 83, calibres 7,65 millimètres est utilisé, mais également, dans deux cas, un pistolet Bruni, modèle 315 Automatique, calibre 6,35 millimètres. En dehors des armes et des lieux du crime, de l'activité commerciale des victimes, les enquêteurs de la police n'ont établi aucun rapport ou aucun lien entre celles-ci,.

## Victimes

### Enver Şimşek
| \| 9 septembre 2000 · 13 juin 2001 · 9 juin 2005 Nuremberg 27 juin 2001 Hambourg 29 août 2001 · 15 juin 2005 Munich 25 février 2004 Rostock 4 avril 2006 Dortmund 6 avril 2006 Cassel (Hesse) Zwickau Arrestation en 2011 \| Localisation des meurtres du NSU |
| 9 septembre 2000 · 13 juin 2001 · 9 juin 2005 Nuremberg 27 juin 2001 Hambourg 29 août 2001 · 15 juin 2005 Munich 25 février 2004 Rostock 4 avril 2006 Dortmund 6 avril 2006 Cassel (Hesse) Zwickau Arrestation en 2011                                        |

Enver Şimşek, propriétaire d'un commerce de fleurs à Schlüchtern, a reçu huit coups de feu de deux pistolets le 9 septembre 2000, sur le bord d'une route principale à l'est de Nuremberg, où il avait installé son stand mobile de fleurs dans une aire de stationnement. Il succombe à ses blessures deux jours plus tard à l'hôpital. Şimşek avait 38 ans.  Il a quitté la Turquie pour rejoindre l'Allemagne en 1986. Il a d'abord commencé par travailler dans une usine, puis a ouvert un marché de fleurs, et finalement un magasin. Il était considéré comme un homme d'affaires prospère. L'arme du crime était un pistolet tchèque de type Česká 83, ainsi qu'un Bruni modèle 315. Habituellement Şimşek s'occupait de livrer les fleurs, mais ce samedi il s'occupait du stand, car le vendeur était en congé.

### Abdurrahim Özüdoğru
Abdurrahim Özüdoğru a été tué le 13 juin 2001 à Nuremberg de deux balles dans la tête. Il avait 49 ans, travaillait à Siemens et avait un deuxième emploi à temps partiel dans un magasin. L’enquête de balistique a révélé que le Česká 83 utilisé pour tuer Enver Şimşek a également été utilisé ici.

### Süleyman Taşköprü
Süleyman Taşköprü, vendeur de fruits et légumes, a été tué le 27 juin 2001 à Hambourg-Bahrenfeld dans la boutique de son père de trois balles de deux armes différentes. Il avait 31 ans, était né à Afyonkarahisar en Turquie et était père d'une petite fille. Les armes utilisées sont les mêmes que celles utilisées dans l’assassinat d’Enver Simsek. La police de Hambourg estime que Taşköprü avait des amis dans le « quartier rouge ». Dans ce contexte, on soupçonne un meurtre lié au trafic de drogue.

### Habil Kılıç
Habil Kılıç, propriétaire d’un magasin de fruits et légumes, avait 38 ans lorsqu'il est abattu le 29 août 2001 dans son magasin à Munich-Ramersdorf. À la différence des trois meurtres précédents, les enquêteurs n'ont trouvé aucune douille. Les enquêteurs avancent ici aussi l'hypothèse d'un meurtre lié au trafic de drogue.

### Mehmet Turgut
Mehmet Turgut est tué le 25 février 2004 dans un magasin de kebab dans le district de Rostock de trois balles dans la tête. Turgut était âgé de 25 ans, venait de Turquie et séjournait illégalement en Allemagne. Jusqu'à dix jours avant les faits, il vivait à Hambourg. Jusqu’en décembre 2011, le nom de la victime utilisé dans la presse était celui de Yunus Turgut à la suite d'une confusion avec son frère.

### İsmail Yaşar
İsmail Yaşar, propriétaire d'un snack-doner kebab a été tué le 9 juin 2005, dans son magasin de Nuremberg, Scharrerstraße de cinq coups de feu dans la tête et la poitrine. Il était âgé de 50 ans et venait de Suruç. Les témoins ont aperçu deux hommes au comportement étrange avec des vélos à proximité de la scène du crime, de sorte que des portraits robots ont été esquissés. Après le meurtre la police criminelle fédérale a émis la possibilité « que les victimes étaient en contact avec les trafiquants de drogue turcs des Pays-Bas ».

### Theodoros Boulgarides
Theodoros Boulgarides, copropriétaire d'une serrurerie, était le 15 juin 2005 à son magasin à Munich-Westend lorsqu'il est tué. Il était grec, âgé de 41 ans et laissait derrière lui une femme et deux filles. Il avait ouvert son entreprise le 1er juin 2005. Les journaux locaux ont titré à la suite de l'assassinat : « La mafia turque a encore frappé ».

### Mehmet Kubaşık

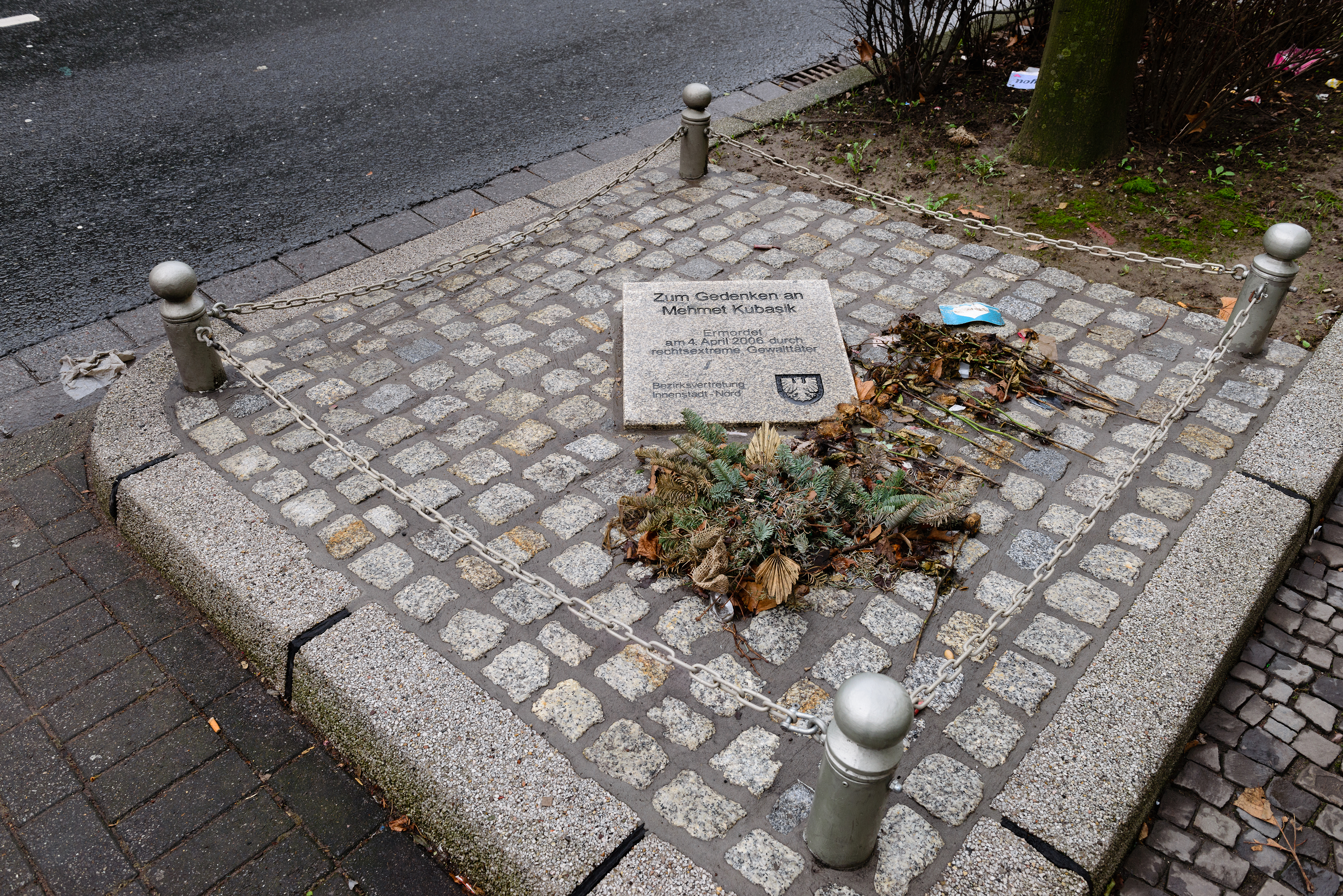
Plaque commémorative à la mémoire de Mehmet Kubasik à l'emplacement de son kiosque à Dortmund

Mehmet Kubaşık, propriétaire d’un kiosque à Dortmund, y a été tué le 4 avril 2006. Le kiosque se trouvait près d’un ancien lieu de rendez-vous de néo-nazis locaux. Kubaşık était âgé de 39 ans, Allemand d'origine turque et père de famille de trois enfants. Les associations culturelles turques organisent une marche silencieuse à Dortmund, le 11 juin 2006, pour commémorer les neuf victimes et appeler les autorités à empêcher un nouveau meurtre.

### Halit Yozgat
Halit Yozgat, gérant d'un cybercafé a été tué le 6 avril 2006 à Cassel de deux balles dans la tête. Il était âgé de 21 ans et était citoyen allemand d’origine turque. Il fréquentait une école du soir pour passer son Abitur et avait ouvert son café peu avant en empruntant l'argent à son père. Yozgat ne devait pas travailler ce jour-là, il était présent pour remplacer son père qui était en retard.

## Enquêtes
En 2006, les commissions spéciales employées pour les recherches étaient dirigées par « l'organisation spéciale (BAO) du Bosphore » de Nuremberg. Celle-ci coordonnait 50 fonctionnaires, tous sous la direction du directeur de la police criminelle (LKD) Wolfgang Geier. Cette enquête était considérée comme la plus grande qu'ait connue l'Allemagne. Jusqu'à 160 fonctionnaires supplémentaires venant  de plusieurs États allemands ont été mobilisés sur l’enquête. Sept commissions spéciales ont été créées, 35 000 indices et scellés ont été examinés, 11 000 personnes interrogées. Les familles des victimes ont accusé les autorités allemandes de mener une enquête unilatérale, en négligeant systématiquement le mobile de l'acte raciste.

### Les armes

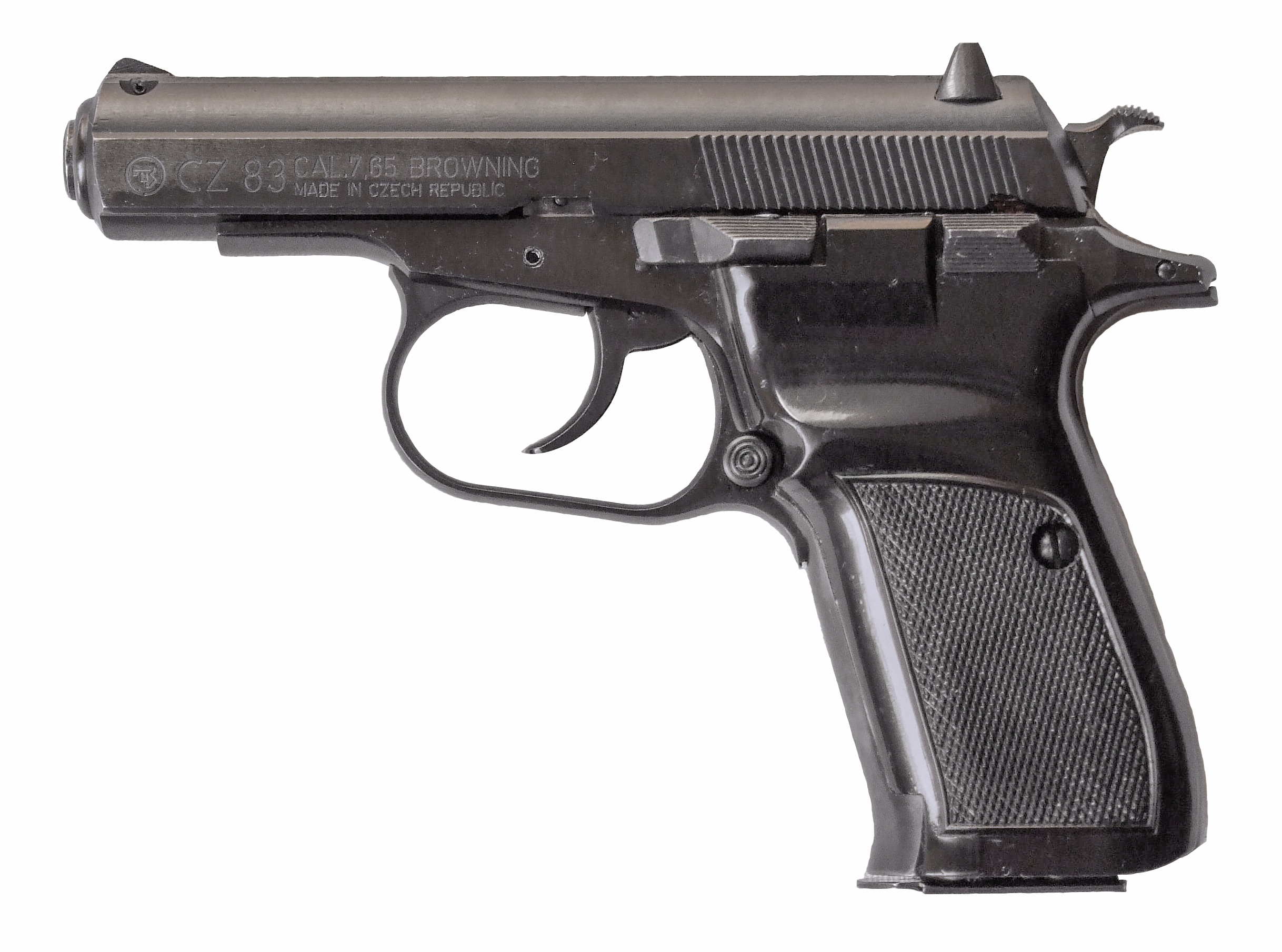
Un Česká 83, calibre 7,65 mm Browning

L'indice majeur est l'arme utilisée lors de chaque meurtre. C'est une arme de type CZ de calibre 7.65mm Browning du fabricant Česká zbrojovka. Il s'agit d'une fabrication spéciale avec silencieux. Seules 55 pièces de ce modèle ont été produites, dont 31 exemplaires ont été employés au Ministère de la Sécurité d'État de l'ancienne République démocratique allemande. Par conséquent, l'arme utilisée lors des meurtres n'a pu être issue que d'une livraison spéciale de 24 armes en 1993, pour le canton de la Soleure en Suisse. En 2010, une demande est déposée aux autorités suisses pour vérifier la présence des armes en Suisse. Le commerçant de nationalité suisse Jan Luxik rend compte précisément des acheteurs, et la police suisse peut retrouver la trace de 16 armes. Aucune d'entre elles ne correspond à l'arme du crime, et les recherches ne permettent pas de retrouver les 8 armes manquantes.
Le 11 novembre 2011 le ministère public fédéral annonce dans un communiqué de presse avoir retrouvé, dans les ruines d'un appartement ayant explosé le 4 novembre 2011 à Zwickau, neuf armes à feu et un pistolet-mitrailleur. Le Česká retrouvé s'avère celui utilisé lors des meurtres et recherché depuis si longtemps. 
Les enquêteurs retracent le parcours de l'arme : le Česká a été vendu par la société Luxik le 9 avril 1996 à la société Schläfli et Zbinden à Berne puis a été revendu légalement deux jours plus tard à un citoyen suisse, qui déclare l'avoir offert à un collègue de travail. L'arme parvient alors en possession de proches du NSU. Remonter la trace du Česká a été possible car certains accusés ou coaccusés ont fait des déclarations à ce sujet tout au long de l’enquête et du procès.
Parmi les autres armes retrouvées dans les ruines de l'appartement, à côté du Česká, le pistolet Bruni 315 Auto qui a été utilisé dans l'assassinat d'Enver Şimşek le 9 septembre 2000 à Nuremberg et de Süleyman Taşköprü le 27 juin 2001 à Hambourg.

### Enquêtes de septembre 2000 jusqu'à juin 2005
Au-delà de l'arme utilisée, chaque action avait la particularité de se dérouler au cours de la journée, dans de petits magasins ou dans des stands mobiles, toutes les victimes étant d'origine étrangère, surtout turque. 
Aucune scène de crime ne semble livrer d'indice utilisable. Aucun magasin n'a été saccagé et fouillé dans le but de voler de l'argent. En raison de l'absence de traces, les enquêteurs estiment que les auteurs des meurtres sont généralement entrés dans les magasins, ont tiré et sont disparus très rapidement. Les actions peuvent avoir été réalisées en moins d'une minute. Au cours des recherches aucune trace concrète, aucun rapprochement entre les victimes, aucun motif commun n'ont été évoqués. Longtemps la police a soupçonné le crime organisé dans le domaine de la drogue, en contact avec la Turquie,. À la suite de ces événements, la presse de boulevard évoque une mafia turque, relayant les hypothèses policières à la suite de l'assassinat de Habil Kilic en 2001. Les enquêteurs se sont même rendus en Turquie pour interroger les parents de Kilic.

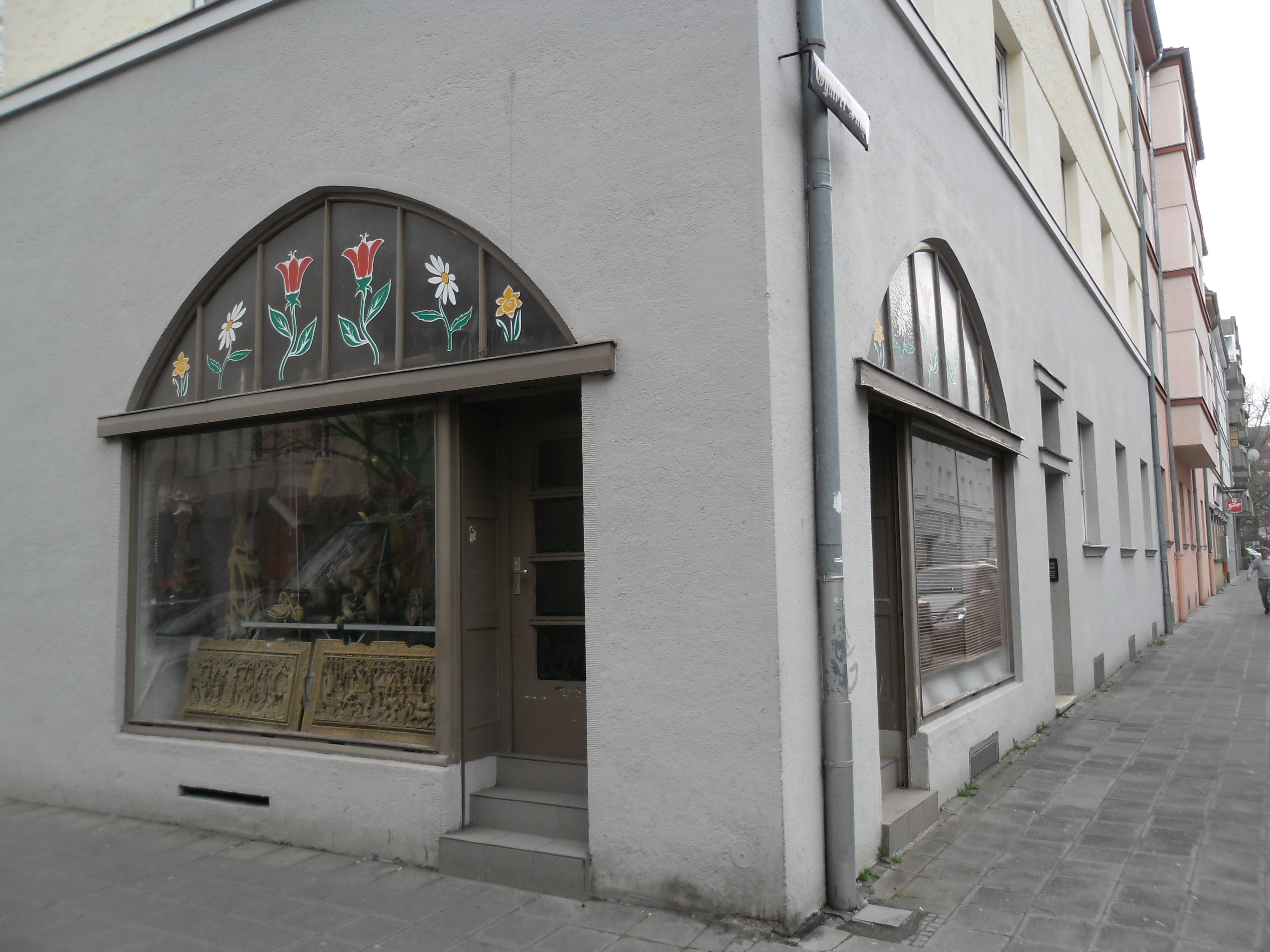
Dans ce magasin à l'angle de la rue Gyula et de la Siemensstraße Abdurrahim Özüdoğru a été abattu le 13 juin 2001. Photographie de 2012.

Dès le premier meurtre, celui d' Enver Simsek, fleuriste, à Nuremberg en septembre 2000, les autorités ont supposé qu'étant un acheteur régulier dans les marchés de fleurs néerlandais, la victime aurait pu être mêlée à des affaires de drogue. Cette hypothèse n'a abouti à rien. Le mode opératoire révèle plutôt un acte amateur, car la victime a été tuée de huit coups de feu. L'arme du crime est l'unique liaison avec le deuxième meurtre : Abdurrahim Özüdogru a été tué le 13 juin 2001 de deux coups de feu précis dans la tête, il est mort sur le coup. Le crime se déroule au sud de Nuremberg, en pleine banlieue. Alors que Simsek était considéré comme un homme d'affaires couronné de succès, Özüdogru lui ne gagnait qu'un modeste salaire en tant que tailleur.  Dans la suite des recherches, rien n'a  prouvé que les deux victimes entretenaient des relations entre elles, ni même qu'elles se connaissaient. Le troisième crime, celui de Süleyman Tasköprü, un marchand de légumes, a lieu le 27 juin 2001 à Hambourg, dans son magasin peu fréquenté. La police pense détenir un début de piste, et suppose que Tasköprü avait été en  contact avec le milieu criminel de Sankt Pauli. Les policiers évoquent à nouveau la piste de trois actions punitives internes dans le domaine de la criminalité, et estiment que la dureté des actes était liée à un code d'honneur pratiqué à la suite d'un probable d'échec dans l'organisation. Les experts en criminologie déclarent que dans la quatrième scène, à la différence des précédentes, aucune douille n'a été retrouvée, et notent une professionnalisation croissante dans le mode opératoire. 
Après les quatre premiers meurtres qui ont tous eu lieu en un an et demi, le prochain survient à un intervalle de plus de deux années : Mehmet Turgut est assassiné le 25 février 2004 à Rostock. Puisque Turgut a vécu une dizaine de jours à Hambourg avant d'être tué, la police cherche des connexions avec Süleyman Taşköprü, lui aussi assassiné à Hambourg trois années plus tôt, mais sans résultats. Cependant des témoins rapportent, comme lors du meurtre d'İsmail Yaşar le 5 juin 2005 à Nuremberg, avoir aperçu deux cyclistes qui étudiaient une carte dans les environs de la scène du crime. Des portraits robots sont esquissés, et mettent les enquêteurs sur la piste de l'auteur de l'attentat commis le 9 juin 2004 à Cologne, mais la piste n'est pas menée à son terme.

### Enquêtes de juin 2005 à février 2008
La « Commission spéciale du Bosphore », ou SoKo Bosporus est mise en place à Nuremberg en juin 2005. Elle concentre ses efforts sur la recherche de liens entre les victimes, comme en direction du trafic de drogues, du jeu et de possibles dettes. 900 magasins turcs sont perquisitionnés à Munich et Nuremberg.
À la suite du meurtre de Halit Yozgat le 6 avril 2006, la police recherche pendant plusieurs semaines un témoin présent sur le lieu du crime. Elle l'identifie et arrête Andreas T., fonctionnaire à l'office de protection de la Constitution de Hesse. Il est cependant libéré le jour suivant.
Günther Beckstein, ministre de l'Intérieur bavarois, s'oppose en 2006 au transfert de l'enquête auprès de l'Office fédéral de police criminelle. Il plaide en revanche pour augmenter de 30 000 à 300 000 euros la récompense pour toute information permettant l'arrestation des auteurs, estimant que cette somme peut convaincre des membres de réseaux du crime organisé de témoigner.
La police bavaroise infiltre un indicateur, sous une identité de journaliste, auprès de la communauté des migrants de Nuremberg. Elle crée également, pendant six mois, un magasin de kebab et néglige de payer ses fournisseurs, espérant remonter la piste d'une éventuelle équipe de rétorsions pour dettes.
Le ministre de l'Intérieur turc appelle en juillet 2007 les Turcs d'Allemagne à soutenir la police dans ses investigations.
La commission d'enquête SoKo Bosporus est dissoute en février 2008.

### Enquêtes ultérieures jusqu'en novembre 2011
Le magazine Der Spiegel rapporte en février 2011 les déclarations d'un indicateur, nommé Mehmet, selon lequel une alliance de nationalistes turcs, de membres des services secrets de Turquie, ainsi que d'hommes politiques, de militaires et de juristes turcs, ayant partie liée au réseau Ergenekon, comme à l'organisation des Loups gris, serait à l'origine des meurtres. 

### Enquêtes de novembre 2011 à l'ouverture du procès en mai 2013
L'arme du crime est retrouvée en novembre 2011 dans les ruines d'un appartement incendié à Zwickau, ainsi que plusieurs exemplaires de DVD revendiquant, pour le compte du groupe terroriste d'extrême-droite Nationalsozialistischer Untergrund les neuf meurtres.
Le Generalbundesanwalt beim Bundesgerichtshof, organe chargé de la poursuite pénale à la Cour fédérale, prend la direction de l'enquête le 11 novembre. La Cour fédérale délivre à sa demande le 13 novembre un mandat d'arrêt contre Beate Zschäpe, allemande âgée de 36 ans, pour suspicion de complicité dans une entreprise terroriste. Uwe Mundlos et Uwe Böhnhardt, les deux autres suspects présumés, ont été retrouvés morts à Eisenach le 4 novembre 2011 après une tentative de braquage de banque.
Les poursuites pénales sont engagées le 8 novembre 2012 envers Beate Zschäpe et quatre complices présumés : Ralf Wohlleben et Carsten S. pour complicité de meurtres, André Eminger pour complicité dans l'attentat à la bombe de Cologne, complicité de vol et soutien à une entreprise terroriste, Holger Gerlach pour complicité de soutien à une entreprise terroriste. Le procès du NSU débute le 6 mai 2013 devant la 6e chambre pénale de la Cour d'appel de Bavière à Munich. Beate Zschäpe et Holger Gerlach se trouvent en détention provisoire depuis leurs arrestations respectives.

## Accusations envers l'Office de protection de la Constitution

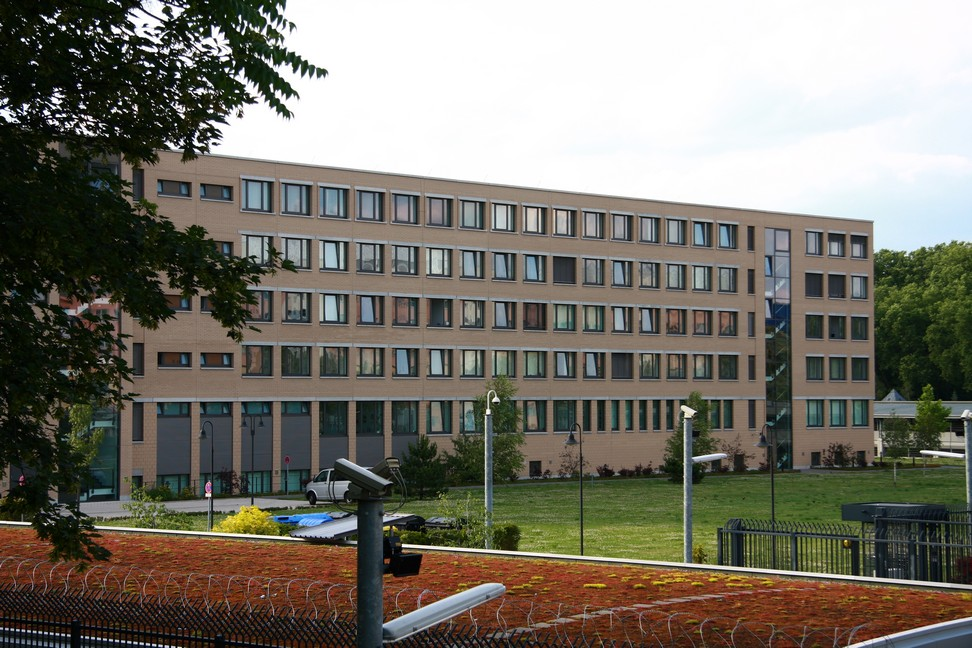
Le bâtiment de l'Office fédéral de protection de la Constitution à Berlin

L'Office fédéral de protection de la constitution ( BfV ) est un service allemand de renseignements. Le 21 avril 2006 Andreas T., employé de l'administration de la Hesse à l'office de la protection de la Constitution, est arrêté à Cassel, soupçonné d'implication dans le meurtre de Halit Yozgat. Il se trouvait au moment du meurtre dans le café de la victime et ne s'était jamais manifesté malgré les appels à témoins répétés de la police. Il avait des contacts avec le président des Hells Angels de Cassel et possédait plusieurs armes à feu. La perquisition de son domicile ne donnant pas d'éléments probants, l'enquête est abandonnée. Jörg-Uwe Hahn, président du groupe FDP du parlement de Hesse, critique alors la stratégie de communication du Ministère de l'Intérieur, regrettant d'apprendre par les médias l'enquête visant un collaborateur de l'office de protection de la Constitution.
Le dossier d'Andreas T. est réexaminé par le parquet fédéral après novembre 2011. Selon le Frankfurter Allgemeine Zeitung du 14 novembre 2011, Andreas T. était dans sa jeunesse  engagé nettement à droite, et la perquisition de sa maison en 2006 aurait permis de trouver des écrits d'extrême-droite et des armes à feu. Le parquet de Cassel dément ces éléments, et explique que le fonctionnaire a été muté en 2007 de l'office de protection de la Constitution vers les services du district de Cassel , où il travaillerait dorénavant dans « un domaine interne sans effet extérieur ».
Le 26 janvier 2012, une commission d'enquête parlementaire dirigée par le député Sebastian Edathy est constituée pour élucider les relations entre les meurtres d’extrême- droite de la cellule terroriste de Zwickau et l'Office de protection de la Constitution. 
En juillet 2012, le président de l'Office fédéral de protection de la Constitution démissionne. Le chef de l'office de protection de la Constitution de Saxe, Reinhard Boos, démissionne en juin 2012. Le directeur de la protection de la Constitution de Thuringe prend une retraite anticipée. Le 13 septembre 2012,  le chef de l'office de Saxe-Anhalt, Volker Limburg, démissionne également.

## Destruction de pièces de procédure et de données, failles de l'enquête

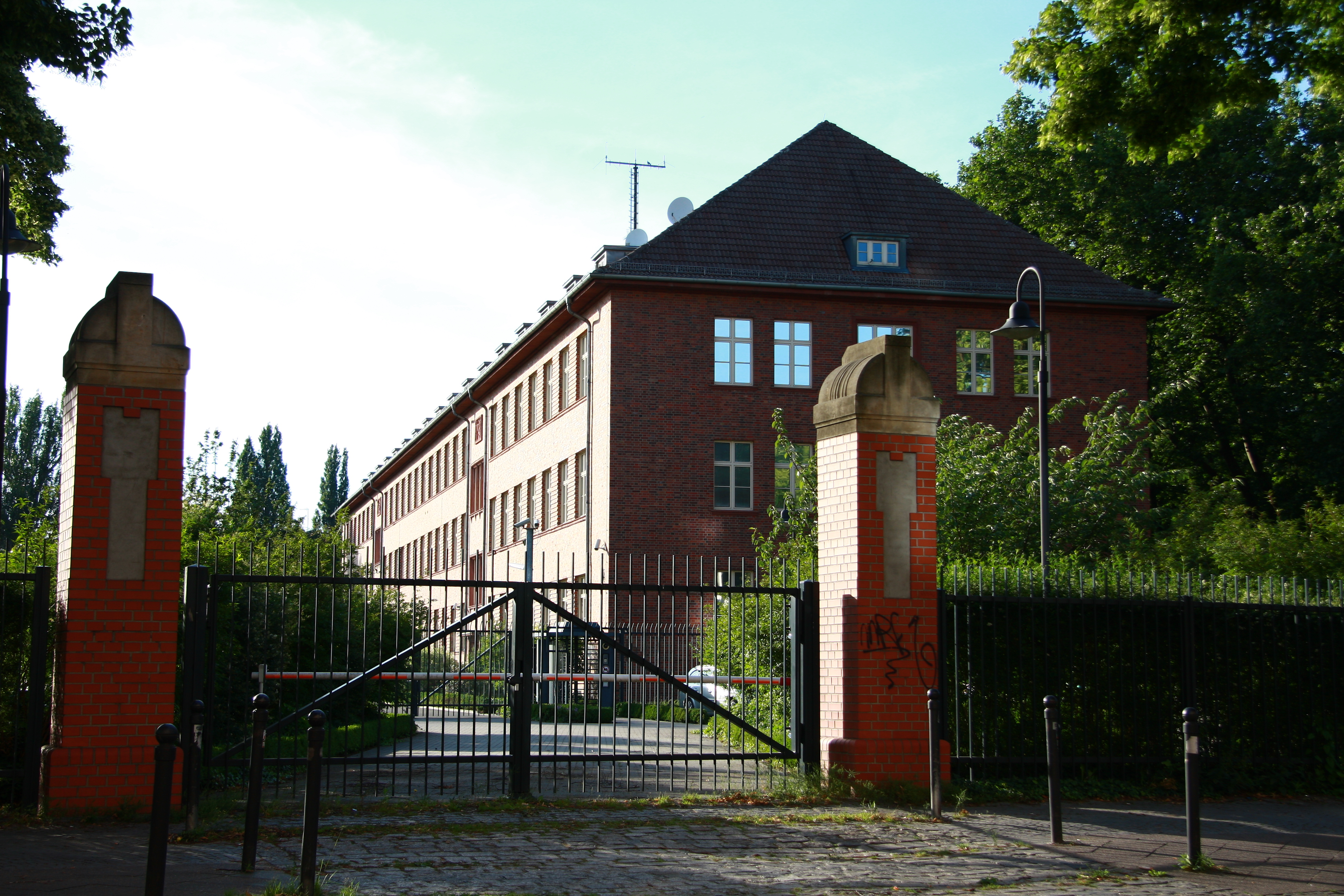
Bâtiment de l'office fédéral de police criminelle de Berlin (BKA)

En 1998, les enquêteurs découvrent lors de la perquisition de sept appartements à Jena-Burgau cinq bombes, plusieurs kilogrammes d'explosif TNT et deux listes d'adresses, dont l'une contient le nom et le numéro de téléphone de Mundlos, ainsi que 91 lettres adressées à Mundlos. Ces listes et lettres sont stockées jusqu'en 2011 dans une salle des scellés de Thuringe sans que ces renseignements ne soient transmis. La seconde liste n'est transmise qu'en février 2013 à la Commission d'enquête, ce que le député Wolfgang Wieland (Alliance 90 / Les Verts) qualifie de « désastre de communication ».
Le service de contre-intelligence militaire allemand dispose dès les années 1990 d'un dossier de renseignements sur Uwe Mundlos, et avertit dès 1999 de l'entrée en clandestinité de Zschäpe, Böhnardt et Mundlos, en indiquant « ce trio est déjà sur la voie du terrorisme d'extrême-droite ». Cependant la Commission d'enquête ne prête pas attention au document, noyé « dans une montagne de fichiers et sans étiquetage spécial », et l'information ne parvient pas aux bureaux de la police criminelle.
L'enquête du parquet fédéral sur Mundlos est stoppée précocement en 2003, au motif de la prescription.
Lorsque Beate Zschäpe tente de joindre la police par téléphone le 8 novembre 2011, en rappelant qu'elle est recherchée, le policier de service ne donne pas suite. Beate Zschäpe se présente quelques heures plus tard au poste de police, accompagnée de son avocat.
Un décret du Ministère fédéral de l'Intérieur du 14 novembre 2011 entraîne la destruction de six dossiers de comptes-rendus d'écoutes téléphoniques dans les milieux d'extrême-droite.
L'implication d'un informateur de l'Office régional de police criminelle de Berlin dans les milieux d'extrême-droite allemande, et plus spécifiquement dans le NSU en Saxe, depuis 2002, était connue de l'office régional, qui n'a cependant pas transmis cette information à l'office criminel national.
Une procédure disciplinaire est initiée en juin 2012 contre un responsable des services secrets de Thuringe. Il avait, en novembre 2011, ordonné la destruction de sept dossiers contenant des informations sur les extrémistes de droite locaux. Pendant des mois, il avait caché à ses supérieurs hiérarchiques la destruction de ces dossiers, peu de jours après l'arrestation des suspects.
Selon le porte-parole de l'Office fédéral de protection de la constitution, Jens Teschke, plusieurs dossiers sont également détruits au siège fédéral de l'office en avril et mai 2012. Le Ministère de l'Intérieur prohibe en juillet 2012 toute nouvelle destruction de données concernant les membres de partis d'extrême droite. En octobre 2012, le chargé de mission du Ministère de l'Intérieur, Hans-Georg Engelke, rend public un rapport qui recense la destruction de 310 dossiers entre novembre 2011 et juillet 2012. Le Spiegel révèle en janvier 2013 que les éléments concernant l'informateur du service de renseignement, Thomas S., et taupe présumée du NSU, avaient notamment été détruits dans cette période.
Dilek Yaşar, la fille de la victime de Nuremberg İsmail Yaşar, apprend par les actes du procès que la police avait confisqué, à la suite du meurtre de son père, 23 000 euros en liquide qui se trouvaient dans son restaurant ainsi que plusieurs objets, qui avaient ensuite par erreur été transmis à l'ancienne femme de la victime.

## Implication des médias
Les médias relaient jusqu'en novembre 2011 la thèse de criminels d'origine turque, et les mobiles du trafic de drogues, de criminalité organisée, de rétorsions pour dettes. Le Hamburger Abendblatt du 30 mai 2006 rapporte ainsi que « les tueurs sont protégés par ce monde parallèle, difficile à percer, constitué par les Turcs ».
Les musiciens Udo Lindenberg, Peter Maffay, Julia Neigel, et Clueso organisent le 2 décembre 2011 un concert de protestation contre la série de meurtres et leur inspiration raciste, auquel participent 50 000 spectateurs. Sigmar Gabriel et Jürgen Trittin entre autres responsables politiques y appellent à la solidarité, et à une minute de silence en souvenir des victimes.
Le réalisateur Fatih Akin s'inspire des meurtres et du procès du NSU pour réaliser en 2017 le film Aus dem Nichts.

## Commémoration

### Veillées et cérémonies commémoratives
Après les meurtres de Mehmet Kubaşık le 4 avril 2006 à Dortmund et d’Halit Yozgat le 6 avril 2006 à Cassel, les membres de différentes associations culturelles turques organisent le 11 juin 2006 une marche silencieuse à Dortmund.  Le 13 novembre 2011, la communauté turque d'Allemagne (Türkische Gemeinde in Deutschland / TGD) organise une veillée devant la Porte de Brandebourg à Berlin pour commémorer les victimes de violences commises par des membres l’extrême-droite et appelle à la solidarité contre le racisme. Certains responsables associatifs comme Kenan Kolat, président de la TGD, et Stephan J. Kramer, secrétaire général du Conseil central des Juifs en Allemagne, y participent . Les participants portaient des écriteaux avec les noms des victimes, et qui rappelaient les meurtres racistes et les frappes d'extrême droite. Le 16 novembre 2011, des représentants des organisations de Hambourg Unternehmer ohne Grenzen (Entrepreneur sans frontières) et Laut gegen Nazis (haut et fort contre les Nazis) ainsi que des représentants de la communauté turque se sont recueillis devant l'ancien magasin de légumes de la famille Tasköprü, en critiquant l'enquête menée à charge par la police et les suspicions dont Süleyman, la victime, était alors la cible.
Au Bundestag, les députés observent une minute de silence et publient une déclaration unanime contre la violence extrémiste le 21 novembre 2011, après un débat controversé. Le président du Bundestag, Norbert Lammert présente ses excuses au nom de tous les députés aux familles des victimes, en affirmant sa honte  « que les services publics de sécurité n’aient pas décelé les crimes projetés et accomplis sur de longues années, et n'aient pas pu les empêcher ».
Lors d'une cérémonie commémorative au Konzerthaus de Berlin le 23 février 2012, la chancelière allemande Angela Merkel présente ses excuses aux familles des victimes pour les soupçons qui ont longtemps pesé sur elles. Elle qualifie les meurtres de « honte pour notre pays ». A cette occasion, Kenan Kolat regrette l'absence de stratégie claire du gouvernement pour lutter contre le racisme.
Le père de la victime Halit Yozgat, Yozgat İsmail, s'exprime au nom des familles lors de cette commémoration, et demande que la Holländische Straße, rue dans laquelle son fils est né et a été tué, soit renommée en Halit-Straße. Il suggère également qu'une institution pour les cancéreux soit fondée au nom des victimes et que toutes les aides offertes aux survivants puissent servir à cette institution.
Le 13 avril 2013, peu avant le début du procès, plusieurs milliers de personnes manifestent contre le racisme et commémorent le souvenir des victimes. Dans la soirée, le bâtiment du Conseil des réfugiés de Bavière a été dégradé, vraisemblablement par des néo-nazis.

### Lieux commémoratifs

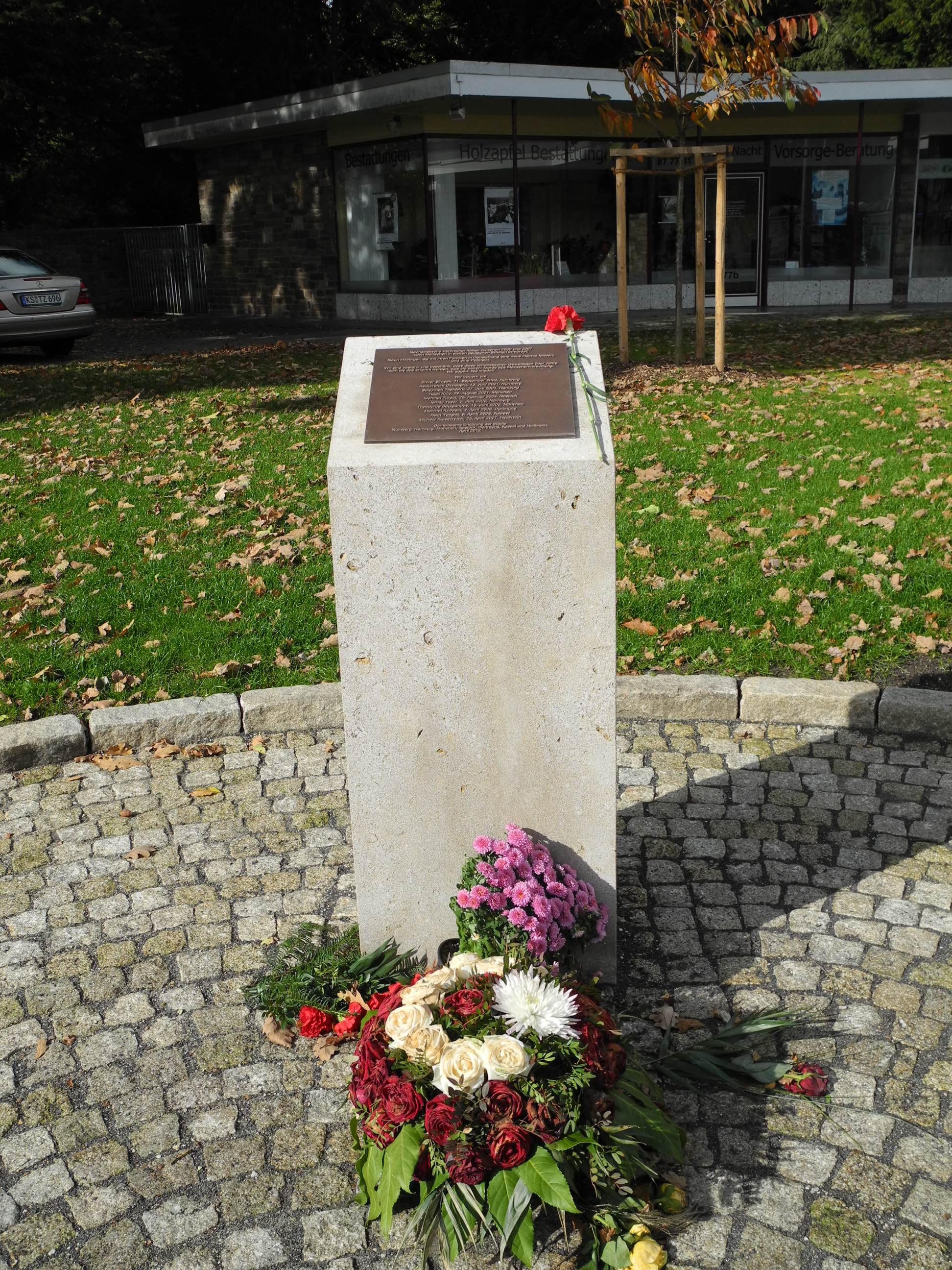
Stèle commémorative à Cassel sur la Halitplatz

Les maires de Cassel, Nuremberg, Munich, Rostock, Dortmund et Heilbronn ainsi que le premier maire de Hambourg se sont entendus sur le fait que dans leurs villes des plaques commémoratives devaient commémorer les victimes de ces actes racistes. Dans une déclaration commune faite le 3 avril 2012, ils rendent hommage à chacune des victimes de ces  « actes horribles de caractère xénophobe ». Différentes stèles sont alors installées, sur lesquelles les noms et dates de décès des dix victimes sont inscrites, le 1er octobre 2012 à Cassel sur l'Halitplatz, le 21 mars 2013 à la Kartäusertor à Nuremberg  et le 13 juillet 2013 à Dortmund dans un espace vert à la gare centrale. Mais durant la déclaration commune la date du décès d'Ismail Yasar est inexacte et plusieurs données erronées, concernant notamment les dates de décès de victimes ont été gravées sur les plaques commémoratives.
Le 24 septembre 2012, un monument commémoratif a été inauguré à Dortmund par le maire Ullrich Sierau, pour Mehmet Kubasik, à proximité de son kiosque, où il a été tué. Sierau a présenté ses excuses pour les erreurs commises par la police lors de l'enquête, et les accusations portées alors contre la famille. Le Consul général de Turquie Şule Özkaya exprima lors de la commémoration ses craintes concernant la situation des immigrés turcs.
A Hambourg-Bahrenfeld une pierre commémorative est placée en décembre 2012 dans la rue Schützenstraße, puis en mai 2013 une rue au nord de Bahrenfelder Kühnehöfe a été nommée d'après Süleyman Taşköprü.
En juin 2013 les citoyens de Rostock ont décidé de construire une œuvre d'art en souvenir de Mehmet Turgut, à côté d'un monument commémoratif .
En novembre 2013, des plaques commémoratives pour les victimes munichoises des actes racistes ont été installées à Munich.